# Котеновці
Коте́новці (болг. Котеновци) — село в Монтанській області Болгарії. Входить до складу общини Берковиця.

## Населення
За даними перепису населення 2011 року у селі проживали 139 осіб, усі — болгари.
Розподіл населення за віком у 2011 році:
Динаміка населення: